# Johann David Heinichen
Johann David Heinichen (17. dubna 1683, Krössuln (dnes součást obce Teuchern, Německo) – 16. července 1729, Drážďany) byl německý barokní hudební skladatel a teoretik.

## Život
Johann David Heinichen získal základní hudební vzdělání od svého otce, který byl farářem v Krössulnu (dnes součást obce Teuchern v Sasku-Anhaltsku). Již ve svých 13 letech prováděl své vlastní skladby v okolních obcích.
30. března 1696 se stal žákem proslulé Thomasschule v Lipsku. Zde získal kromě všeobecného středoškolského vzdělání i rozsáhlé vzdělání hudební. Pod vedením kantora Johanna Schelleho (1648–1701) studenti zpívali každý týden v hlavních kostelích Lipska. Kromě toho Heinichen soukromě studoval hru na varhany a cembalo u Schelleova nástupce Johanna Kuhnaua (1660–1722) a kompozici u Christopha Graupnera (1683–1760).
Po absolvování školy studoval v letech 1702 až 1705 práva a po absolutoriu provozoval právní praxi až do roku 1709. Během této doby hrál v souboru Collegium musicum pod vedením Georga Philippa Telemanna a působil i v orchestru v lipské opery. Neúspěšně se ucházel o místo hudebního ředitele v chrámu sv. Matouše (Neukirche).
Pro lipskou operu zkomponoval opery Der Angenehme Betrug oder der Carneval von Venedig (1709), Hercules (?), ze kterých se dochovaly jen fragmenty. Nedávno však byla nalezena úplná partitura opery Die Libysche Thalestris, která je tak jedinou známou zcela zachovanou partiturou lipské opery z doby baroka. Kromě toho převzal vedení souboru Collegium musicum a napsal hudební pojednání „Neu erfundene und gründliche Anweisung … zu vollkommener Erlernung des General-Basses“. Dílo vyšlo v roce 1711 a jeho součástí je i teorie kvintového kruhu.
V roce 1709 vstoupil Heinichen do služeb vévody Moritze Wilhelma von Sachsen-Zeitz. V naumburgské opeře byly uvedeny jeho opery Olympia vendicata (1709) a Der glückliche Liebeswechsel oder Paris und Helena (1710).
V roce 1710 podnikl Heinichen studijní cestu do Itálie. V karnevalové sezóně 1713 byly v benátském divadle Teatro San Angelo uvedeny jeho opery Mario a Le passioni per troppo amore s velkým úspěchem. Poznal významné benátské skladatele: Antonia Lottiho, Antonina Biffiho, Tomase Albinoniho, Alessandra Marcella, Benedetta Marcella a určitě také Antonia Vivaldiho, který měl pro vývoj Heinichenova stylu velký význam.
V roce 1716 se Heinichen setkal v Benátkách s polským princem Augustem III., synem krále Augusta II. Silného. Díky němu byl jmenován královským kapelníkem v Drážďanech. V roce 1720 napsal Heinichen svou jedinou operu pro drážďanský dvůr: Flavio Crispo. Kvůli sporu se dvěma zpěváky nebyla však nikdy provedena. August Silný pak rozpustil celou operní společnost, kterou převzal Georg Friedrich Händel a převezl ji do Londýna pro svou operní akademii.
V následujících letech skládal katolickou církevní hudbu pro drážďanský dvůr a věnoval se pedagogické činnosti. Mezi jeho žáky byli např. Johann Georg Pisendel a Johann Joachim Quantz.
Heinichen se oženil ve Weissenfelsu v roce 1721, v lednu 1723 se mu narodila dcera. Onemocněl tuberkulózou a v pedagogické činnosti ho tak museli často zastupovat jeho kolegové Jan Dismas Zelenka a Giovanni Alberto Ristori.
V posledních letech života pracoval na pojednání o generálním basu. Tato práce je jedním z nejdůležitějších hudebně-teoretických odkazů 18. století.
Zemřel 16. července 1729 v Drážďanech. Jeho poslední skladbou bylo Magnificat A-Dur. Je pohřben na hřbitově Johanniskirchhof.

## Dílo

### Mše
1. Missa primitiva D-Dur (1721);
2. Missa F-Dur (1721);
3. Missa F-Dur (1722);
4. Missa D-Dur (1722);
5. Missa F-Dur (1723);
6. Requiem solenne (1724);
7. Missa D-Dur (1724);
8. Missa D-Dur (1724);
9. Missa D-Dur (1725);
10. Missa D-Dur mit Concertino (1726);
11. Requiem nel giorno del defuncto Imperatore Gioseffo Es-Dur (1726);
12. Missa D-Dur (1728);
13. Missa D-Dur (1729);
14. Missa D-Dur (ztraceno, dochovalo se pouze Et vitam venturi saeculi v přepracování Jos. Schustera);
15. Sanctus D-Dur (fragment).

### Magnificat
1. Magnificat F-Dur (1721);
2. Magnificat B-Dur (1723);
3. Magnificat Es-Dur (1724);
4. Magnificat B-Dur (ca 1726);
5. Magnificat F-Dur (1726);
6. Magnificat G-Dur (1727);
7. Magnificat B-Dur (1728);
8. Magnificat A-Dur (1729, poslední dílo skladatele ).

### Žalmy
1. Dixit Dominus F-Dur (1721);
2. Lauda Jerusalem F-Dur (ca 1723);
3. Beati omnes g-Moll (1723);
4. Credidi F-Dur (1723);
5. Dixit Dominus d-Moll (1723);
6. Laetatus sum C-Dur (1723);
7. Nisi Dominus c-Moll (1723);
8. De profundis c-Moll (ca 1724);
9. Laudate Dominum F-Dur (ca 1724);
10. Beatus vir d-Moll (1724);
11. Confitebor G-Dur (1724);
12. Dixit Dominus B-Dur (1724);
13. Laudate pueri C-Dur (1724);
14. Memento Domine David g-Moll (1724);
15. Confitebor g-Moll (ca 1726);
16. Lauda Jerusalem C-Dur (ca 1726);
17. Beatus vir F-Dur (1726);
18. Dixit Dominus Es-Dur (1726);
19. Domine probasti me e-Moll (1726);
20. In convertendo Dominus C-Dur (1726);
21. In exitu Israel a-Moll (1726);
22. Laetatus sum D-Dur (1726);
23. Lauda Jerusalem D-Dur (1726);
24. Laudate pueri G-Dur (1726);
25. Nisi Dominus g-Moll (1726);
26. Confitebor a-Moll (1726);
27. Dixit Dominus F-Dur (1727);
28. Beatus vir Es-Dur (nedatováno);
29. In exitu Israel B-Dur (nedatováno);
30. Laudate pueri F-Dur (nedatováno).

### Hymny
1. Ave maris stella F-Dur (1723);
2. Iste confessor a-moll (1724);
3. Jesu redemptor omnium F-Dur (1724);
4. Pange lingua d-moll (1724);
5. Veni creator spiritus g-moll (1724);
6. Crudelis Herodes g-moll (1724 nebo později);
7. Te Joseph celebrent a-moll (1724 nebo později);
8. Pecora lux aeternitatis C-Dur (ca 1725).

### Mariánské antifony
1. Alma redemptoris mater Es-Dur (ca 1723);
2. Regina coeli laetare B-Dur (ca 1724, ztraceno);
3. Alma redemptoris mater F-Dur (1726);
4. Ave regina coelorum Es-Dur (1727);
5. Regina coeli laetare G-Dur (1727);
6. Regina coeli laetare D-Dur (nedatováno).

### Litanie
1. Litania pro festo corporis Domini c-moll (1723);
2. Litania pro festo S. Francisci Xaverii c-moll (1724);
3. Litania pro festo S. Francisci Xaverii e-moll (1726);
4. Litania pro festo corporis Domini e-moll (1727).

### Te Deum
1. D-Dur (1722);
2. D-Dur (1728);
3. D-Dur (nedatováno).

### Různé další církevní skladby
1. 3 Lamentationes Jeremiae in coena Domini (1724);
2. Quis ascendet in montem Domini G-Dur, motetto (1725);
3. Cibavit eos d-moll (nedatováno);
4. Haec dies G-Dur, motetto (nedatováno);
5. Lamentatio I des Karfreitags (ztraceno);
6. 3 Lamentationes des Karsamstags (ztraceno);
7. 9 Responsorien des Gründonnerstags (ztraceno);
8. 1 Responsorium des Karfreitags (ztraceno);
9. 1 Responsorium des Karsamstags (ztraceno);
10. 1 Responsorium pro nocte nativitatis Domini (ztraceno).

### Oratoria
1. La pace di Kamberga (1716);
2. Nicht das Band, das dich bestricket (1724);
3. L’aride tempie ignude (wohl 1724);
4. Come? S’imbruna il ciel (1728).

### Serenády
1. Serenata fatta su l’Elba G-Dur (Seibel 200)
2. Serenata nel Giardino Chinese G-Dur (Seibel 201)
3. Serenata à 2 voci: Zeffiro e Chori D-Dur (Seibel 202)
4. Serenata: Le notte di Nettuno e di Teti (Seibel 203)
5. Serenata di Moritzburg li 6. Ottob. 1719 F-Dur (Seibel 204)

### Opery
- Die lybische Thalestris. (Lipsko, 1709)
- Olimpia vendicata. (Naumburg, 1709)
- Der Angenehme Betrug oder Der Carneval von Venedig. (Libreto Mauritz Cuno). Lipsko 1709)
- Der glückliche Liebeswechsel oder Paris und Helena. (Naumburg, 1710)
- Die getreue Schäferin Daphne. (autorství nejisté, Leipzig 1710)
- Calfurnia, také Mario, nebo Calpurnia oder Die Römische Großmut (Libreto Grazio Braccioli), 1713 Benátky, 1716 Hamburg)
- Le passioni per troppo amore, také Opera fatta in Italia (Libreto: Matteo Noris), 1713 Benátky);
- Flavio Crispo (1720, Drážďany)

### Orchestrální hudba
1. Sonate A-Dur (Seibel 208)
2. Dresdner Konzert C-Dur (Seibel 211)
3. Dresdner Konzert G-Dur (Seibel 213)
4. Dresdner Konzert G-Dur (Seibel 214)
5. Dresdner Konzert G-Dur (Seibel 215)
6. Dresdner Konzert G-Dur (Seibel 217)
7. Dresdner Konzert D-Dur (Seibel 226)
8. Dresdner Konzert F-Dur (Seibel 231)
9. Dresdner Konzert F-Dur (Seibel 232)
10. Dresdner Konzert F-Dur (Seibel 233)
11. Dresdner Konzert F-Dur (Seibel 234)
12. Dresdner Konzert F-Dur (Seibel 235)
13. Konzertsatz c-moll (Seibel 240)
14. Oboenkonzert a-Moll (Seibel 212)
15. Oboenkonzert g-Moll (Seibel 237)